# 第24號鋼琴奏鳴曲 (貝多芬)
升F大調第24號鋼琴奏嗚曲，作品編號78，是貝多芬的一首鋼琴奏鳴曲，創作於1809年，並於1810年11月由大熊出版社出版。作品題獻給他的學生，匈牙利貴族泰麗莎·布倫斯維克—亦即是第23號鋼琴奏鳴曲中所題獻給的法朗茲·布倫斯維克的大妹妹。但是，第23號與第24號的創作時間卻是相差了四年。
樂曲採用了貝多芬極少採用的升F大調作為主調，綜觀貝多芬的其他鋼琴奏鳴曲也沒有曾採用過六個升記號寫成的樂章。全曲亦只有兩個樂章，如將所有的反覆記號均演奏，整個演奏時間約為10至12分鐘。
曾為貝多芬最得意的一位學生—鋼琴家暨作曲家卡爾·徹爾尼曾透露，第23號及第24號都是貝多芬最喜歡的鋼琴奏鳴曲（亦有傳後來的第29號也是他最喜愛之一）。

## 樂曲結構
- 第一樂章：如歌的慢板—不太過份的快板（Adagio cantabile – Allegro ma non troppo）
 —
- 第二樂章：活潑的快板（Allegro vivace）

## 樂曲分析

### 第一樂章
「如歌的慢板」前奏部份只有三小節半的長度（共七拍），全以F♯為底音，並主要維持在F♯主和弦上，除了第三小節因着前一拍的F♯屬七和弦而和弦解決至B大調的 I6
4 再行進至C♯和弦，最後返回F♯和弦解決、並進行快板段。
「不太過份的快板」則採用一貫的奏鳴曲式寫成，首先的四個小節連起拍構成了呈現部的第一主題，隨後的十六分音符及八分三連音可視為第一主題的變形，再通過一連串四分音符和弦組的結束主題後，進入了以右手十六分音符分解和弦及左手四分音符和弦的轉調過場段，再接着進入以C♯大調為主的第二主題。
第二主題相對較為短小，以三連音分解和弦開始，當完成了第一次的四分音符和弦進行後，三連音變為十六分音符，並在左手的快速彈奏及右手的和弦伴奏下，返回至快板開頭或進行發展部。
發展部份亦是頗為短小，只有18個小節，先是採用了呈現部第一主題的素材，隨即進入一連串十六分音符的快奏，而第一主題開首的附點節奏則遊走於中音區域和低音區域上，在左右手的十六分音符齊奏下，樂曲進入再現部，結構與呈現部幾近相同，只是過場部份按一般規舉以主和弦完結，並以主調完成第二主題及終結。

## 外部連結
- 希夫·安德拉斯談論貝多芬的第24號鋼琴奏鳴曲 （页面存档备份，存于）
- 貝多芬《第24號鋼琴奏鳴曲》：国际乐谱典藏计划上的乐谱
- 帕福利·江珀潘恩（Paavali Jumppanen）於伊莎貝拉嘉納藝術博物館內的演奏版本
- 贝多芬《第24号钢琴奏鸣曲》创作历程的介绍及对音乐内容的评论（英文）